# 张重 (东汉)
張重（?—?），字重篤，東漢初年官员。
張重在汉明帝時舉孝廉。張重担任日南郡計吏，身材短小，汉明帝問他：「你是何郡小吏？」張重回答：「臣是日南計吏，不是小吏。」汉明帝说：『日南郡人應该向北看太阳。』張重回答：『臣听说鴈門郡不見壘鴈為門，金城郡不見積金為郡。臣雖居日南，未嘗向北看日。』